# Turning Point USA
Turning Point USA (TPUSA) ou simplesmente Turning Point, é uma organização estadunidense sem fins lucrativos que defende os valores conservadores nos campus das faculdades, universidades e ensino médio. A organização foi fundada em 2012 por Charlie Kirk e Bill Montgomery. As organizações irmãs da TPUSA incluem Turning Point Endowment, Turning Point Action, Students for Trump e Turning Point Faith. O grupo também trabalha em estreita colaboração com a PragerU. De acordo com o The Chronicle of Higher Education, a TPUSA "é agora a força dominante no conservadorismo do campus".
A organização é conhecida por sua Professor Watchlist, um site que afirma expor professores que a TPUSA diz "discriminar estudantes conservadores e promover propaganda esquerdista em sala de aula". De acordo com o The Chronicle of Higher Education, a TPUSA tentou influenciar as eleições de grêmio estudantil em um esforço para "combater o liberalismo nos campus universitários". Em 2021, a TPUSA criou o site School Board Watchlist onde publica os nomes e fotos dos membros do conselho escolar que adotam regulamentos do uso de máscaras ou currículos antirracistas.
A TPUSA organiza anualmente várias conferências sobre vários tópicos ao longo do ano, como o Teen Student Action Summit, Young Women's Leadership Summit, Young Black Leadership Summit, Americafest e Young Latino Leadership Summit. A organização é financiada por doadores e fundações conservadoras, incluindo políticos do Partido Republicano. Sua receita é de 39,8 milhões de dólares (2020).